# 90-е ракетное крыло
90-е ракетное крыло — часть (крыло) 20-й воздушной армии Глобального Ударного Командования ВВС США, дислоцированная на авиабазе Уоррен в штате Вайоминг. В составе 90-го крыла имеются 3 ракетных эскадрильи с межконтинентальными баллистическими ракетами LGM-30G «Минитмен».

## История
90-е бомбардировочное крыло с самолётами Boeing B-29 Superfortress на вооружении было сформировано в декабре 1950 года на авиабазе Фэйрчайлд в штате Вашингтон. В 1954 году крыло было реорганизовано в стратегическое разведывательное. Самолёты этого крыла, в частности, привлекались к проведению разведывательных полётов над территорией Советского Союза. Полёты выполнялись на самолётах Boeing B-47 Stratojet, а в 1958 году на вооружение поступил самолёт-разведчик Lockheed U-2. Расформировано в 1960 году.
1 июля 1963 года крыло было сформировано вновь под обозначением 90-е стратегическое ракетное крыло. 2 октября того же года было закончено строительство первого пускового комплекса под ракеты LGM-30A. С 1972 по 1974 год они были сняты с вооружения и заменены более совершенными LGM-30G. В 1988 году к этим ракетам добавились 50 тяжёлых МБР LGM-118A, которые были сняты с дежурства лишь в 2005 году.

## Структура
- 90-я оперативная группа — 3 эскадрильи по 50 ракет LGM-30G в каждой. Пусковые установки ракет расположены на территории общей площадью около 33 000 км² в Вайоминге, Небраске и Колорадо.
  - 319-я ракетная эскадрилья
  - 320-я ракетная эскадрилья
  - 321-я ракетная эскадрилья
- 90-я группа боевого обеспечения
- 90-я группа сил безопасности
- 90-я группа материально-технического обеспечения